# L'italiano (film)
L'italiano è un film del 2002 diretto da Ennio De Dominicis con Mehmet Gunsur, Luca Lionello e Julija Majarčuk.

## Trama
Agosto 1991. A causa della disfatta del regime comunista, Giorgio, un simpatico giovane albanese soprannominato "l'italiano",  insieme ad altre migliaia di suoi connazionali, arriva sulle coste pugliesi. Vengono rinchiusi nel vecchio stadio di Bari da dove Giorgio, abilmente, riesce a fuggire. Egli è alla ricerca di un probabile nonno abruzzese che possa aiutarlo a cercare una sistemazione nella tanto desiderata e sognata Italia. Ruba una piccola imbarcazione e si avventura nel mare verso nord. Tra corriere, treni mancati e autostop, dopo varie peripezie tragicomiche riesce ad arrivare a Pietracamela, un piccolo paese tra le montagne d'Abruzzo. Qui Giorgio scopre che il nonno è morto. Non sa cosa fare e così accetta il lavoro di mulattiere che gli viene offerto da Silvestre, un rude e buon boscaiolo. Il tempo scorre apparentemente sereno nella tranquilla e semplice vita del posto e nel contatto con l'asciutta cordialità dei suoi pochi abitanti tra cui la graziosa maestrina Luisa, unica ragazza del piccolo paese. Giorgio si innamora, ricambiato, di Luisa, pretesa però - secondo antichi codici locali - anche da Silvestre il quale, scoperto il tradimento, per vendicarsi, lo denuncia ai carabinieri. Prima del loro arrivo i due si ritrovano faccia a faccia. Nella violenta colluttazione, Silvestre rimane ferito a morte e Giorgio viene arrestato. Luisa, forse incinta di Giorgio, rimane sola.
Agosto 1999. Roma. Ritroviamo Giorgio, reduce dalla prigionia e da vari tentativi di ritorno in Italia, "apprendista manovale" in una banda malavitosa il cui capo è un russo, tale Ivan Elson. Giorgio deve risolvere un grosso problema causato dalla sua improntitudine: una ragazzina kosovara che si prostituiva per la banda riesce a fuggire, e lui ha solo tre giorni di tempo per ritrovarla o sostituirla. Durante i disperati e fallimentari tentativi il destino gli fa incontrare di nuovo Luisa, anche lei trasferitasi a Roma per fare la parrucchiera. È di nuovo passione e, in una notte rocambolesca, i due riescono a sottrarsi alla banda di Ivan e fuggire. All'alba li vediamo arrivare a Pietracamela dove ad aspettarli c'è un bambino di circa 7 anni frutto di quell'amore allora interrotto.